# 262e régiment d'infanterie
Le 262e régiment d'infanterie (262e RI) est un régiment d'infanterie de l'Armée de terre française constitué en 1914 avec les bataillons de réserve du 62e régiment d'infanterie. Il combat pendant la Première Guerre mondiale et devient en février 1918 un régiment chargé d'accompagner les premiers chars d'assaut de l'Armée française.

## Création et différentes dénominations
- Août 1914 : 262e régiment d'infanterie
- Février 1918 : dissout, devient un régiment de soutien de l'artillerie spéciale

## Chefs de corps
Le 5 août 1914, le régiment est commandé par le Lieutenant-colonel Henri Camille Thierry de Maugras. Il est blessé et porté disparu le 27 août à Sailly-Saillisel (Somme). Le 8 septembre 1914, le commandant de Saint-Georges reçoit le commandement du régiment puis est remplacé le jour même par le lieutenant-colonel Charles Moissenet. Ce dernier est tué le 15 septembre 1914 à Bitry (Oise). Le 7 novembre 1914, le lieutenant-colonel Arcène Boblet prend le commandement du régiment.
Le lieutenant-colonel Boblet quitte le régiment en mai 1916 et le lieutenant-colonel Gizard prend le commandement le 3 juin. Affecté à un État-major le 10 août, il est remplacé le 16 par le lieutenant-colonel Ernlin.

## Historique des garnisons, combats et batailles du262eRI

### Première Guerre mondiale

#### Affectation
- 122e brigade de la 61e division d'infanterie d'août 1914[1] à mars 1917.
- 81e division d'infanterie d'avril 1917 à janvier 1918.

### 1914

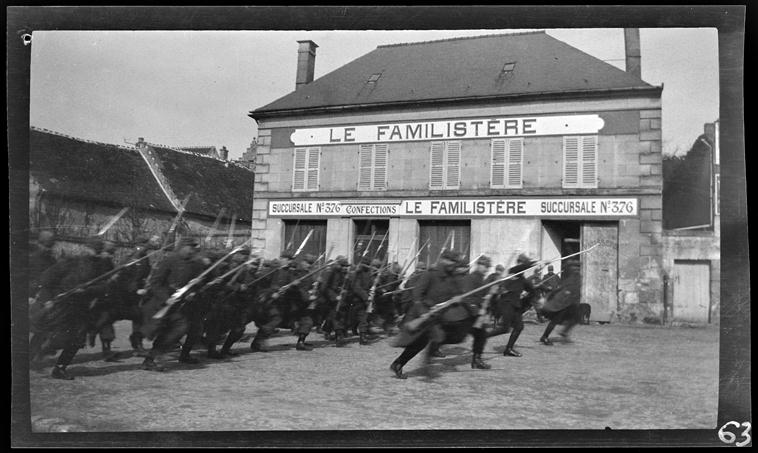
Charge pour rire du à Attichy vers septembre 1914.

En août 1914, le 262e RI est mobilisé à Lorient, à partir du 62e RI. À la mobilisation, chaque régiment d'active créé un régiment de réserve dont le numéro est le sien plus 200.
- La 61e division est pendant le mois d'août affectée à la défense du gouvernement militaire de Paris[8].

- Le régiment est engagé pour la première fois aux combats de Sailly-Saillisel (Somme) le 27 et 28 août[9]

- Bataille de l'Ourcq (secteur de Nanteuil-le-Haudouin) 7 au 9 septembre[2]

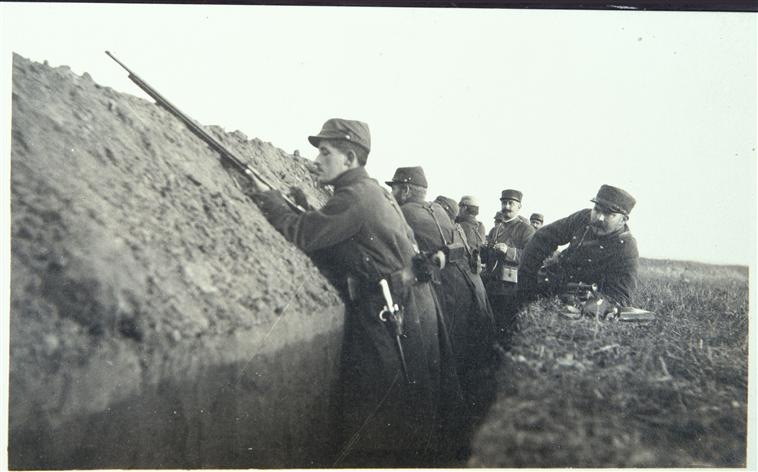
Les premières tranchées du en octobre 1914.

À partir d'octobre 1914, le régiment rejoint les tranchées du secteur de Tracy-le-Mont / Moulin-sous-Touvent (Oise). 

### 1915
Il reste en position en soutien sur le secteur de l'Aisne et occupe en juin 1915 les tranchées de la ferme de Quennevières (Moulin-sous-Touvent) conquises par la 62e DI, les 2e et 3e zouaves et le 148e RI.

### 1916

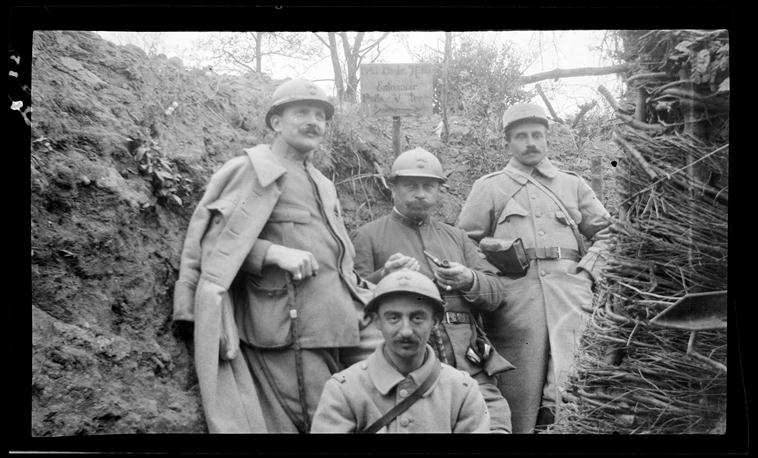
Les lieutenants Merrien, Boucher et Sartoris du en 1916.

- Bataille de la Somme[11]

### 1917
- secteur de l'Aisne[12]

### 1918
Il est dissout le 16 février 1918 pour devenir un régiment d'accompagnement des chars d'assaut. Le régiment, unique au sein de l'Armée, est composé de trois bataillons indépendants, à quatre compagnies. Tous les hommes sont équipés du fusil. À chaque groupe de chars lourds Schneider ou Saint-Chamond est affectée une compagnie, divisée en groupes de trois fantassins chargés d'accompagner chaque char et en sections d'accompagnement affectées à chaque batterie de quatre chars. Les poilus du 262e participent à la contre-offensive générale lancée le 18 juillet pendant la bataille de la Marne, ainsi qu'aux combats de Tahure le 25 septembre.

## Drapeau

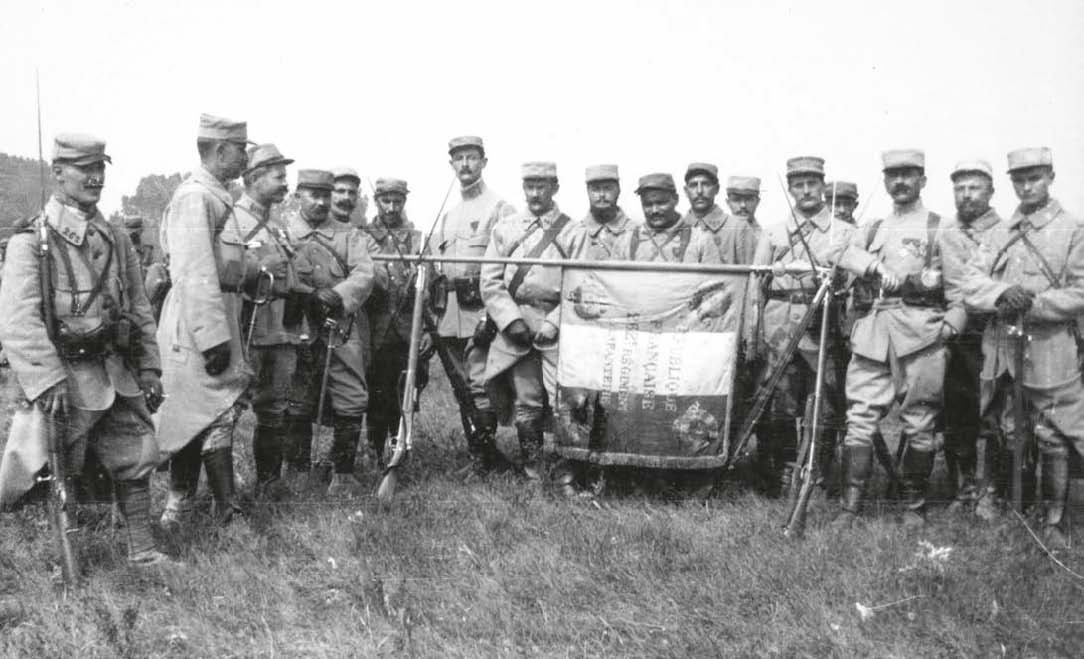
Le drapeau du d’infanterie en 1915.

Il porte, cousues en lettres d'or dans ses plis, les inscriptions suivantes :
- La Somme 1916
- Tardenois 1918

Il est cité à l'ordre de la 81e division d'infanterie le 1er janvier 1918 et est donc décoré de la croix de guerre 1914-1918.

## Devise
Arraôk, En avant !

## Personnages célèbres ayant servi au262eRI
- Le photographe Henri Terrier (1887-1918) a servi comme lieutenant à la 23e compagnie.